# باريش فلاي
باريش فلاي (بالتركية: Barış Falay)‏ (ولد 9 أبريل عام 1972، مدينة ادريميت) ممثل تركي، تخرج من قسم المسرح في جامعة أنقرة عمل في مسرح أنقرة لمدة عامين، بعدها عمل في مسرح مدينة إزميت وقام بأداء أدوار مسرحية مهمة مثل دور هامليت في المسرحية المشهورة.
بدأ مسيرته التلفزيونية في مسلسلات سيت كوم (مسلسلات كوميديا قصيره) ولعب دور في مسلسل Aliye بعدها عمل في مسلسل إيزل الشهير وأدى دور علي قرقيز (الكماشة) الذي ربح في هذا الدور عده جوائز تمثيلية ولعب أيضا دور رئيسي في فيلم Ya
Sonra الذي أحدث ضجه عند المشاهدين ثم رجع للشاشه الصغيرة مره أخرى عام 2011 في مسلسل Al Yazmalım.

## روابط خارجية
- باريش فلاي على موقع IMDb (الإنجليزية)
- باريش فلاي على موقع ألو سيني (الفرنسية)
- باريش فلاي على موقع قاعدة بيانات الفيلم (الإنجليزية)
- باريش فلاي على موقع كينوبويسك (الروسية)